# 稲核橋
稲核橋（いねこきはし）は、長野県松本市、信濃川水系梓川に架かる国道158号の橋。

## 概要
長野県松本市安曇稲核集落の1 km下流に位置する。当橋の上流140 mには東京電力の発電用ダム・稲核ダムがある。谷が深い当地に建設された当橋の形式は上路アーチ橋であり、橋脚は両岸の岩盤に固定されているだけで、中ほどの橋脚はない。国道158号を下流から上流に向かうと、新淵橋で梓川左岸に渡り、この稲核橋までは左岸を通っている。稲核橋で右岸に渡り、奈川渡ダムまでは右岸を通る。
国道158号の現道は急峻な地形のため落石の危険がある上に急カーブが多く、交通障害が多いことから三本松トンネルから稲核ダムに至る区間をバイパスする狸平工区が事業中であり、本橋に隣接して新橋が架設される予定である。
| 橋名     | 稲核橋（初代）                | 稲核橋（2代）                 | 稲核橋（3代）           | 稲核橋（現行）                     |
| -------- | ----------------------------- | ----------------------------- | ----------------------- | ---------------------------------- |
| 開通年   | 1884年                        | 1903年                        | 1936年                  | 1965年                             |
| 型式     | 木造刎橋 （明治初年は藤蔓橋） | 釣橋 （後に木造方杖橋に改造） | 鋼上路 トラスドアーチ橋 | 鋼上路2ヒンジ ソリッドリブアーチ橋 |
| 全長 (m) | ?                             | 44                            | 48.3                    | 92                                 |
| 幅員 (m) | ?                             | 3                             | 5                       | ?                                  |
| 備考     | 撤去                          | 撤去                          | 供用中                  | 供用中                             |

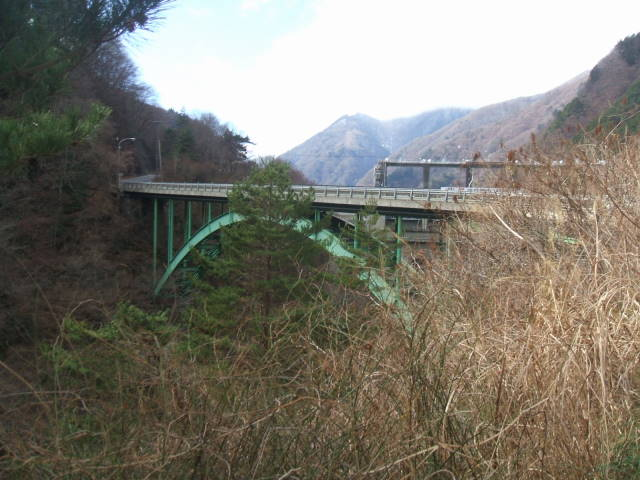
落葉期に下流から見た稲核橋。橋の上方は稲核ダムの構造物